# CYGO
CYGO (наст. имя: Леонид Алексеевич Вакульчук; род. 6 июня 1998, Могилёв, Белоруссия) — белорусский рэпер, автор-исполнитель и поэт.
Получил известность в 2018 году, исполнив песню «Panda E», которая стала самой популярной песней года «ВКонтакте».

## Биография
Леонид Вакульчук родился 6 июня 1998 года в Могилёве (Белоруссия) в семье футбольного агента и домохозяйки. Рос творческим ребёнком, с 5 класса участвовал в конкурсах вокала и чтецов, где занимал призовые места. Когда ему было 10 лет, родители развелись. Леонид принял решение жить с отцом и переехал в Брест.
В 2017 году переехав в г. Краснодар, начинает сотрудничество со студией звукозаписи «7 ELEMENT RECORDS», где были записаны множество композиций под псевдонимом «LEO». В конце 2017 года, совместно с «7 ELEMENT RECORDS» и саунд-продюсером, клипмейкером «BLACK SWAN» выпускает свой первый клип на песню «Голос Банши», который в первый же день занимает ТОП 3 «В тренде» YouTube. Продолжал творческую карьеру под псевдонимом «LEO» до середины 2018 года.
Летом 2018 года представил сингл «Panda E», который занял ведущие места в чартах. Песня вошла в чарты Apple Music (1-е место), Boom (1-е место), Top YouTube Hits (1-е место), Top Radio Hits (5-е место), iTunes (9-е место), Яндекс. Музыка (14-е место). На сингл был снят видеоклип, размещённый 26 ноября на официальном YouTube-канале GYGO; к концу 2019 года его посмотрели больше 25 миллионов раз. Украинский комедийный проект «Чоткий Паца» вместе с деятелем искусств Александром Жеребко сделали пародию на эту композицию. Клип-пародия «Правда» сразу же после премьеры оказался в разделе «В тренде» на сайте YouTube.
В этом же 2019 году вышла вторая песня Вакульчука — «Оттепели теперь». Следующая — «Больной на голову».
В 2019 году у исполнителя вышел альбом под названием «Псих без неё не может». В альбом вошли четыре песни: «Псих без неё не может», «Чёрная роза», «Ты грех» и «Ааа». Следующим выходит клип «Чёрная роза» совместно с Любовью Успенской, затем выходит альбом Low Love E и трек «Залетай» совместно с Эллаи.
Номинант премии «ЖАРА Music Awards» 2019 года.
В середине февраля 2020 года выходит трек «Девочка с красивыми глазами». Следующая — «Быть с тобою да». В мае выходит клип на трек «АК-47». Следующая — «Быть такими». В июне выходит ещё один клип на трек «Что потом?». В течение осени выходят два совместных трека: «Прямо в сердце» совместно с Бигги и «ЧП» совместно с артистом лейбла Black Star, Natan'ом.

## Дискография

### Альбомы
| Оценки критиков | Оценки критиков |
| Источник        | Оценка          |
| --------------- | --------------- |
| InterMedia      | [ 16 ]          |

| Год  | Название                | Подробнее                                                                        |
| ---- | ----------------------- | -------------------------------------------------------------------------------- |
| 2019 | «Псих без неё не может» | - Выпущен: 4 февраля 2019 - Формат: цифровое скачивание - Лейбл: CD Land Contact |
| 2019 | «Low Love E»            | - Выпущен 22 ноября 2019 - Формат: цифровое скачивание - Лейбл: CD Land Contact  |

### Синглы
| Год  | Сингл                                |
| ---- | ------------------------------------ |
| 2018 | «Panda E»                            |
| 2018 | «Оттепели теперь»                    |
| 2018 | «Больной на голову»                  |
| 2019 | «Коктейль»                           |
| 2019 | «Залетай» (при участии Эллаи)        |
| 2020 | «Девочка с красивыми глазами»        |
| 2020 | «Быть с тобою да»                    |
| 2020 | «АК-47»                              |
| 2020 | «Быть такими»                        |
| 2020 | «Что потом?»                         |
| 2020 | «Прямо в сердце» (при участии Бигги) |
| 2020 | «ЧП» (при участии Natan)             |
| 2021 | «Схожу с ума»                        |
| 2021 | «С 2-х до 3-х»                       |
| 2021 | «Скриншот»                           |

#### Участие на релизах у других исполнителей
| Год  | Исполнитель      | Музыкальный релиз | Трек      |
| ---- | ---------------- | ----------------- | --------- |
| 2019 | Любовь Успенская | Значит пора       | «Panda E» |
| 2020 | Витя АК          | Старая школа      | «Пума»    |
| 2021 | LERI GLONTI      | без альбома       | «Voodoo»  |

## Годовые чарты
| Песня            | Чарт (2018)                            | Поз. | Ист.   |
| ---------------- | -------------------------------------- | ---- | ------ |
| CYGO — «Panda E» | Apple Music Топ-100 в России: 2018 год | 21   | [ 20 ] |

## Видеоклипы
| Год  | Клип                                   | Режиссёр        | Альбом      |
| ---- | -------------------------------------- | --------------- | ----------- |
| 2018 | «Panda E»                              | Олжас Ибраев    | без альбома |
| 2019 | «Чёрная роза» (feat. Любовь Успенская) | Алексей Голубев | без альбома |
| 2020 | «АК-47»                                | Даниил Демичев  | без альбома |
| 2020 | «Что потом?»                           | Роман Роуд      | без альбома |